# Kasia Klich
Kasia Klich, właśc. Katarzyna Zofia Klich-Płocica (ur. 11 maja 1973 w Poznaniu) – polska wokalistka popowa. Członkini Akademii Fonograficznej ZPAV.

## Życiorys

### Wczesne lata
Jest absolwentką Akademii Muzycznej w Katowicach, gdzie studiowała na Wydziale Jazzu i Muzyki Rozrywkowej.

### Kariera
Pojawiała się gościnnie w nagraniach innych wykonawców, m.in. w utworach: „Ta sama miłość” (1995) zespołu Pod Budą i „Dżu-dżu” Krzysztofa Kasowskiego. Napisała teksty piosenek dla żeńskiej grupy Taboo pod koniec lat 90., a od 1999 śpiewała w grupie Yak!. Wiosną 2002 zadebiutowała singlem „Lepszy model”, który stał się przebojem w Polsce. W sierpniu wydała debiutancką płytę studyjną, także zatytułowaną Lepszy model, której producentem i współtwórcą był Jarosław Płocica, partner życiowy Klich. Płytę promowała również singlami: „Będę robić nic” i „Nie dbam o jutro”. Zdobyła nagrodę Fryderyka w kategorii „nowa twarz fonografii”.
Jesienią 2003 wydała album pt. Kobieta-szpieg, za której produkcję ponownie odpowiadał Yaro. Album promowała singlami: „Pies ogrodnika” i „Calvados”. W 2004 z utworem „Let Me Introduce” zajęła ósme miejsce w krajowych eliminacjach do Konkursu Piosenki Eurowizji. W 2006 wydała album pt. Zaproszenie, na którym stylistycznie zaprezentowała mniej komercyjne brzmienie w porównaniu z poprzednimi płytami. Płyta promowana była przez single: „Toksyczna miłość” i „Kto uratuje”, w której gościnnie pojawił się Donguralesko. W czerwcu 2008 wydała i współprodukowała album pt. Porcelana, wydany przez Agorę. Z tytułowym utworem zajęła szóste miejsce w konkursie „Premier” na 45. Krajowym Festiwalu Piosenki Polskiej w Opolu. W październiku wywołała skandal, publikując na swojej stronie internetowej wpis sugerujący, jakoby rozważała popełnienie samobójstwa. Niedługo później Yaro opublikował opinię na temat polityki, jaką rządzą się duże, komercyjne stacje radiowe w Polsce, co sprowokowało dyskusję medialną na temat jakości utworów granych przez polskie rozgłośnie radiowe. W latach 2008–2009 zasiadała w jury programu rozrywkowego VIVA Polska Hot or Not. W 2014 wydała singiel „W tobie tonę”, do którego nagrała teledysk z gościnnym udziałem Michaliny Olszańskiej.

## Dyskografia

### Albumy studyjne
| Rok                         | Dane dot. albumu | Pozycja na liście |
| Rok                         | Dane dot. albumu | POL               |
| --------------------------- | --- | ----------------- |
| 2002                        | Lepszy model - Wydany: 5 sierpnia 2002 - Wydawca: Sony Music Entertainment Poland - Formaty: CD, digital download                                            | 8                 |
| 2003                        | Kobieta-szpieg - Wydany: 29 września 2003 - Wydawca: Sony Music Entertainment Poland - Formaty: CD, digital download                                         | 31                |
| 2006                        | Zaproszenie - Wydany: 27 lutego 2006 - Wydawca: EMI Music Poland - Formaty: CD, digital download                                                             | 28                |
| 2008                        | Porcelana - Wydany: 13 czerwca 2008 - Wydawca: Agora, Jazzda Music - Formaty: CD, digital download                                                           | –                 |
| 2016                        | Commemoration (A Tribute to Wisława Szymborska) (oraz Stubbornly Absent i Yaro) - Wydany: 9 grudnia 2016 - Wydawca: Jazzda Music - Formaty: digital download | –                 |
| 2023                        | Szymborska – Prospekt (Klich/Płocica: Kasia Klich i Yaro) - Wydany: 24 listopada 2023 - Wydawca: Jazzda Music - Formaty: CD, digital download                | –                 |
| „–” album nie był notowany. | |                   |

### Single
| Rok                            | Tytuł                                      | Pozycje na listach | Pozycje na listach | Pozycje na listach | Pozycje na listach | Album                 |
| Rok                            | Tytuł                                      | RMF                | SLiP               | LP3                | LPMN               | Album                 |
| ------------------------------ | ------------------------------------------ | ------------------ | ------------------ | ------------------ | ------------------ | --------------------- |
| 2002                           | „Lepszy model”                             | 1                  | 35                 | –                  | –                  | Lepszy model          |
| 2002                           | „Będę robić nic”                           | 1                  | 47                 | –                  | –                  | Lepszy model          |
| 2002                           | „Nie dbam o jutro”                         | 12                 | –                  | –                  | –                  | Lepszy model          |
| 2003                           | „Pies ogrodnika”                           | 6                  | 35                 | –                  | –                  | Kobieta-szpieg        |
| 2003                           | „Calvados”                                 | 1                  | 37                 | 19                 | –                  | Kobieta-szpieg        |
| 2004                           | „Kosmate myśli”                            | –                  | 32                 | –                  | –                  | Kobieta-szpieg        |
| 2004                           | „Let Me Introduce”                         | –                  | 38                 | 49                 | –                  | –                     |
| 2006                           | „Toksyczna miłość”                         | –                  | 44                 | –                  | –                  | Zaproszenie           |
| 2006                           | „Zaproszenie”                              | –                  | –                  | –                  | –                  | Zaproszenie           |
| 2006                           | „Kto uratuje” (gościnnie: Donguralesko)    | –                  | –                  | –                  | –                  | Zaproszenie           |
| 2008                           | „Porcelana”                                | –                  | –                  | –                  | 51                 | Porcelana             |
| 2008                           | „Czekolada”                                | –                  | –                  | –                  | –                  | Porcelana             |
| 2014                           | „W tobie tonę”                             | –                  | –                  | –                  | –                  | –                     |
| 2021                           | „Nielukrowana”                             | –                  | –                  | –                  | –                  | –                     |
| 2022                           | „Lepszy model 2022” (gościnnie: Ryfa Ri)   | –                  | –                  | –                  | –                  | –                     |
| 2023                           | „Cień” (Klich/Płocica: Kasia Klich i Yaro) | –                  | –                  | –                  | –                  | Szymborska – Prospekt |
| 2023                           | „Zanim wyjdę”                              | –                  | –                  | –                  | –                  | –                     |
| 2023                           | „Let It Snow”                              | –                  | –                  | –                  | –                  | –                     |
| 2024                           | „Od niekochania”                           | –                  | –                  | –                  | –                  | –                     |
| 2024                           | „Przytulanie pod choinką”                  | –                  | –                  | –                  | –                  | –                     |
| „–” pozycja nie była notowana. |                                            |                    |                    |                    |                    |                       |

## Teledyski
- 2002: „Lepszy model”
- 2002: „Będę robić nic”
- 2003: „Pies ogrodnika”
- 2003: „Calvados”
- 2004: „Let Me Introduce”
- 2004: „Kosmate myśli”
- 2006: „Toksyczna miłość”
- 2008: „Porcelana”
- 2014: „W tobie tonę”